# Diskrétní spektrum
Jako diskrétní spektrum se v kvantové fyzice označuje takový rozsah pozorovatelné veličiny, ve kterém může při měření nabýt pouze diskrétních, vzájemně oddělených hodnot, netvořících spojitý interval. Takové hodnoty jsou důsledkem kvantování této veličiny. Opakem je spojité spektrum.
Pojem se používá i v matematickém formalismu kvantové mechaniky, ze kterého pochází. Pozorovatelná veličina je v něm reprezentována operátorem, který může nabývat různých vlastních hodnot. Podle toho, zda jsou tyto hodnoty diskrétní nebo spojité, hovoří se o diskrétním resp. spojitém spektru operátoru.
Některé pozorovatelné veličiny mají pouze diskrétní spektrum, např. moment hybnosti a jeho analogie (spin).

## Příklad
Energie elektronů vázaných v atomovém obalu má až po ionizační energii diskrétní spektrum. Možné stavy, ve kterých se elektrony mohou nacházet, jsou přesně vymezeny diskrétními kvantovými čísly. Naopak pro vyšší energie elektronu, kdy není v atomu vázán, není jeho energie kvantována a může nabývat libovolné hodnoty - její spektrum je spojité. Elektromagnetické záření emitované nebo absorbované atomovým obalem je dáno přechodem elektronu mezi dvěma stavy elektronu v obalu, jeho energie je rovna rozdílu energií počátečního a konečného stavu. Této energii odpovídá daná frekvence či vlnová dálka vyzářené vlny. Přechody v diskrétním spektru energie se proto u vydávaného či pohlcovaného záření projeví jako tzv. čárové spektrum.